# Sællstorp sogn
Sællstorp sogn i Halland var en del af Viske herred. Sællstorp distrikt dækker det samme område og er en del af Varbergs kommun. Sognets areal var 20,32 kvadratkilometer, heraf land 20,10. I 2020 havde distriktet 247 indbyggere. Landsbyen Sællstorp ligger i sognet.
Navnet (1344 Sakælstorph) består af to dele. Den anden del er torp. Den første del er eventuelt mandsnavnet 'Sakulf'. Dette stemmer godt overens med, hvordan sognet skrives 1344 og 1402, men ikke med senere omtaler og moderne udtaler. . Befolkningen steg fra 1810 (436 indbyggere) til 1850 (559 indbyggere). Derefter faldt den, så der i 1970 var 245 indbyggere i Sællstorp. Siden da har indbyggertallet været stabilt.